# Ulric-Joseph Tessier
Pour les articles homonymes, voir Tessier.
Ulric-Joseph Tessier, né le 3 mai 1817 et mort le 7 avril 1892 à Québec, est un juriste et homme politique québécois. Il est maire de Québec du 14 février 1853 au 13 février 1854 et membre du Sénat du Canada de 1867 à 1873. Il est également député et conseiller législatif de la province du Canafa.

## Biographie
Issu d'une vieille famille de la Nouvelle-France, il fait ses études au Petit Séminaire puis étudie en droit. Il publie dans le Quebec Telegraph en 1837 un conte inspiré de l'épidémie de choléra de 1832 et est admis au barreau en 1839. Il siège dès 1846 comme conseiller du quartier Saint-Jean et est élu à l'Assemblée législative de la province du Canada en 1851 sous la bannière du parti réformiste dans le district de Portneuf puis à la mairie de Québec en 1853.
Tessier participe à la fondation de la Banque nationale en 1858 et occupera des fonctions d'administrateur pendant les 20 années suivantes. Il est élu dans la division du Golfe au Conseil législatif, prédécesseur du Sénat, en 1858. À la suite de sa prestation au Conseil législatif, il est invité à être ministre des travaux publics au sein du gouvernement libéral modéré dirigé en tandem par John Sandfield Macdonald et Louis-Victor Sicotte. Il est ensuite professeur de droit à l'Université Laval et, nommé sénateur de la division du Golfe de 1867 jusqu'en 1873. Il devient slots juge à la Cour Supérieure du district de Québec, puis à la Cour d'Appel en 1875.
Il est le père d'Auguste Tessier, de Jules Tessier et de Marie-Anne-Adèle Tessier, qui épousa Alexandre Chauveau, fils de Pierre-Joseph-Olivier Chauveau, 1re premier ministre du Québec.

## Postérité
Il est enterré dans un mausolée familial du Cimetière Notre-Dame-de-Belmont, caractérisé par des éléments empruntés à la Renaissance ainsi que des formes néo-byzantines et néo-romanes. Tessier, inspiré par ce qu'il avait vu au cimetière du Père-Lachaise, a commandé le monument à un architecte français.
Le parc Ulric-Joseph-Tessier, à Québec, est situé à l'arrière du palais de justice et juxtaposé au parc de l'Amérique-Latine.
Ailleurs au Québec, la ville de Saint-Ulric, au Bas-Saint-Laurent rappelle également sa mémoire.

### Hommages antérieures
La rue Cardinal-Taschereau a déjà été nommée rue Tessier entre 1896 et 1911 en son honneur dans la ville de Québec.

## Œuvres
- « Emma ou l’Amour malheureux: épisode du choléra à Québec en 1832 », 1837
- « Essai sur le commerce et l’industrie du Bas-Canada », 1854